# Pööra
Pööra är en ort i Estland. Den ligger i Puurmani kommun och landskapet Jõgevamaa, i den centrala delen av landet, 120 km sydost om huvudstaden Tallinn. Pööra ligger 58 meter över havet och antalet invånare är 102.
Terrängen runt Pööra är platt, och sluttar söderut. Runt Pööra är det mycket glesbefolkat, med 6 invånare per kvadratkilometer. Närmaste större samhälle är Jõgeva, 12,9 km nordost om Pööra. I omgivningarna runt Pööra växer i huvudsak blandskog.